# 哈比森 (特拉華州)
哈比森（英語：Harbeson）是位於美國特拉華州蘇塞克斯縣的一個非建制地區。該地的面積和人口皆未知。

## 地理
哈比森的座標為38°43′29″N 75°17′06″W / 38.72472°N 75.28500°W，而該地的平均海拔高度為11米（即36英尺）。